# Neuvéglise
Neuvéglise är en kommun i departementet Cantal i regionen Auvergne-Rhône-Alpes i mitten av Frankrike. Kommunen ligger  i kantonen Saint-Flour-Sud som ligger i arrondissementet Saint-Flour. År 2018 hade Neuvéglise 1 123 invånare.

## Befolkningsutveckling
Antalet invånare i kommunen Neuvéglise
Referens:INSEE